# Sergio Ercini
Sergio Romano Ercini (Orvieto, 28 ottobre 1934 – Roma, 27 luglio 2007) è stato un politico e scrittore italiano, esponente della Democrazia Cristiana.

## Biografia

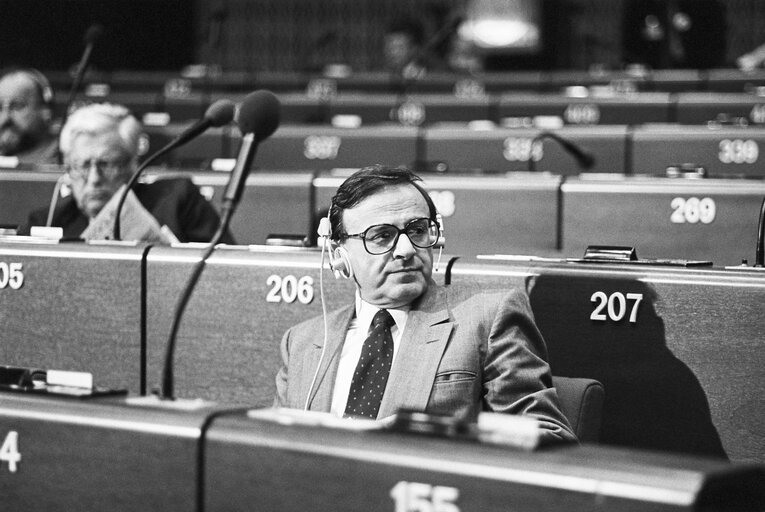
Sergio Ercini nel 1987

Sergio Romano Ercini è nato ad Orvieto (TR) il 28 ottobre del 1934. Si è laureato in Giurisprudenza all'Università degli Studi La Sapienza di Roma, nel 1961 vince la borsa di studio della SVIMEZ specializzandosi sui problemi dello sviluppo delle aree depresse, è chiamato a Lione ai corsi di "Économie et Humanisme" per lo studio sulle teorie della crescita delle zone in via di sviluppo. In Umbria è stato Consigliere Comunale e Provinciale, impegnando la propria esperienza nel valorizzare l'autonomia e l'iniziativa delle comunità locali.
Delegato Provinciale della Gioventù Italiana ha realizzato ampi programmi nel campo dello sport, delle attività del tempo libero, dell'istruzione professionale, della cultura popolare. Nel campo della scuola ha promosso l'istituzione delI'Istituto d'arte di Orvieto, concepito secondo i moderni indirizzi della grafica pubblicitaria. Dirigente provinciale, regionale e nazionale del Movimento Giovanile della Democrazia Cristiana, ha diretto, tra l'altro, l'Ufficio centrale per i problemi del lavoro e dell'economia. Segretario di sezione e di zona di Orvieto, dirigente del Comitato Provinciale di Terni, è eletto Consigliere Nazionale della DC dal X° Congresso di Milano e nei successivi congressi; ha diretto l'Ufficio Studi Centrale del Partito durante la segreteria Forlani e l'Ufficio Centrale per i rapporti con le Associazioni e le Categorie durante la segreteria Zaccagnini. Dal 1974 Segretario Regionale della DC in Umbria, viene eletto Capogruppo al Consiglio Regionale.
È tra i fondatori dell'Istituto per le Relazioni tra i Paesi dell'Africa, dell'America Latina e del Medio Oriente (IPALMO). È stato eletto dall'Assemblea Regionale dell'Umbria componente del Consiglio d'Amministrazione dell'Opera Universitaria di Perugia. Dirigente IRI, Istituto per la Ricostruzione Industriale, e Consigliere d'amministrazione dell'EFIM, Ente partecipazioni e Finanziamento Industrie Manifatturiere.
Membro della Direzione Centrale della Democrazia Cristiana; durante il Governo Forlani è stato Responsabile dell'Ufficio per l'Attuazione del Programma.
Viene eletto al Parlamento europeo nel settembre 1982 durante la prima legislatura, dopo essere stato candidato alle elezioni del 1979 e confermato nel 1984. È stato Presidente della Commissione Politica, membro della Commissione giuridica, della Delegazione per le relazioni con il Giappone, della Commissione per i problemi economici e monetari e la politica industriale. Durante il periodo di presidenza, dal 1986 al 1989,  ha convocato ventitré riunioni della durata media di tre giorni; nove colloqui con la cooperazione politica, numerose audizioni pubbliche e interne con commissari, ministri, esperti. Durante questo periodo sono state deferite alla Commissione Politica quattrocentotrentaquattro proposte di risoluzione. Il Presidente ha presentato all'Assemblea Plenaria le proposte, approvate all'unanimità, per l'instaurazione di relazioni ufficiali fra la CEE e il COMECON; la proposta di applicazione delle procedure previste dall'Atto Unico, sempre approvata all'unanimità. È stato relatore della risoluzione "Riuscire l'Atto Unico: una nuova frontiera per l'Europa" da cui il Partito Popolare (PPE) si è dato le linee fondamentali del proprio impegno europeista.
In seguito allo scioglimento della DC, ha aderito al Partito Popolare Italiano. Nel 1999 è candidato a sindaco del Comune di Orvieto, senza però conquistare la maggioranza dei voti.
Nel 2006 ha pubblicato il libro Il poeta la morte e il giovane.